# جيمي جيلارد
جيمي جيلارد (بالفرنسية: Jimmy Gaillard)‏ هو ممثل فرنسي، ولد في 11 نوفمبر 1916 بليون في فرنسا، وتوفي في 17 أبريل 1985 بنيس في فرنسا.

## وصلات خارجية
- جيمي جيلارد على موقع IMDb (الإنجليزية)
- جيمي جيلارد على موقع ألو سيني (الفرنسية)
- جيمي جيلارد على موقع كينوبويسك (الروسية)